# Wahlenbergia tibestica
Wahlenbergia tibestica är en klockväxtart som beskrevs av Quezel. Wahlenbergia tibestica ingår i släktet Wahlenbergia och familjen klockväxter. Inga underarter finns listade i Catalogue of Life.